# Mohammed Soudani
Mohammed Soudani (en arabe : محمد سوداني), né en 1949 à Chlef, (anciennement El Asnam) en Algérie, est chef-opérateur et réalisateur de nationalités algérienne et suisse.

## Biographie
Mohammed Soudani est né en 1949 à Chlef, (anciennement El Asnam) en Algérie. Après sa scolarité en Algérie, il fait ses études à l'institut des hautes études cinématographiques (IDHEC) à Paris. En 1980, Mohammed Soudani complète sa formation comme directeur de la photographie aux États-Unis. Il est chef-opérateur sur les longs métrages de Sidiki Bakaba et Roger Gnoan M'Bala en Côte d'Ivoire.
Mohammed Soudani vit dans le canton du Tessin en Suisse depuis 1972. La spécificité de la cinématographie de Mohammed Soudani, ce sont ces différentes cultures, algérienne, subsaharienne et suisse. Les deux premiers films qu'il réalise sont des documentaires:Nawa, l'homme et l'eau et Yiribakro, bois sacré. Ces films sont le départ d'un voyage initiatique du cinéaste dans le monde du sacré où les pratiques ancestrales animistes se mêlent aux autres rituels religieux. En 1998, Mohammed Soudani réalise son premier long-métrage, Waalo Fendo - Le jour où la terre gèle, l'histoire d'un jeune sénégalais immigré à Milan qui fait venir son frère en Europe. Parfait exemple d'intégration, Mohammed Soudani remporte avec ce long-métrage le Prix du cinéma suisse pour le meilleur film de fiction.
Parallèlement à ce travail de réalisateur, Mohammed Soudani travaille comme directeur de la photographie pour la RTS  (Radio Télévision Suisse). Il enseigne l'audiovisuel à la SUPSI, l'école Universitaire supérieure de la Suisse italienne, il est également producteur au sein de Amka films.
En 2002, Mohammed Soudani conçoit le documentaire,  Guerre sans images - Algérie, je sais que tu sais , avec Michael von Graffenried, le seul photographe occidental qui a continué à travailler en Algérie pendant les 10 ans de guerre civile . Le cinéaste retourne dans sa patrie après trente ans d'absence. Il recherche des personnes que Michael von Graffenried a photographié quelques années auparavant pour savoir ce qu'il était advenu d'elles. Le film aborde à la fois, le sort de l'être humain derrière la photographie, mais aussi les exigences et les limites de la prise de vue, de l'usage et de l'abus d'images.

## Filmographie

### comme chef-opérateur
- 1988 : Les Guérisseurs de Sidiki Bakaba
- 1993 : Au nom du Christ de Roger Gnoan M'Bala
- 2000 : Adanggaman de Roger Gnoan M'Bala

### comme réalisateur
- 1989 : Nawa, l'homme et l'eau, documentaire, 26 min
- 1991 : Yiribakro, bois sacré, documentaire, 26 min
- 1997 : Waalo Fendo - Le jour où la terre gèle, long métrage fiction, 65 min [7]
- 1998 : Les diseurs d'histoire, documentaire, 97 min
- 2002 :  Guerre sans images - Algérie, je sais que tu sais , documentaire, 90 min [8],[9]
- 2004 : Kart 26, documentaire
- 2007 : Roulette, long métrage fiction, 100 min [10]
- 2010 : Lionel, long métrage fiction, 94 min
- 2010 : Taxiphone, long métrage fiction, 94 min [11]
- 2012 : Unbelgiocare, documentaire, 96 min [12]

## Distinction
- En 1998, Prix du cinéma suisse, meilleur film de fiction, Waalo Fendo - Le jour où la terre gèle